# Islandske adverbier
Adverbier på islandsk kan kun gradbøjes, hvis overhovedet, men der findes en række måder at danne adverbier på og lige så mange måder for gradbøjningen. Desunden findes der en række irregulære adverbier. Når adverbier gradbøjes i det følgende, er rækkefølgen positiv-komparativ-superlativ uden nærmere forklaringer.
Først skaffes den uregelmæssige gradbøjning af vejen:
vel (godt) – betur – best.
illa (slet, ilde) – verr – verst.
lítið (lidt) – minna – minnst.
lítt (lidt) – miður – minnst.
mjög, mikið (meget) – meir (meira) – mest.
gjarna(n) (gerne) – heldur – helst.
varla (næppe) – síður – síst.
snemma (tidligt) – fyrr – fyrst.
En isoleret superlativ er hinst, ((til) sidst).